# AMG-Mercedes 190E Klasse 1
Der AMG Mercedes-Benz 190E Klasse 1 war ein Tourenwagen der von 1993 bis 1994 von Mercedes-Benz und AMG in der Deutschen Tourenwagen-Meisterschaft eingesetzt wurde und auf dem Mercedes-Benz W 201 basiert.
Nachdem für 1993 das Klasse-1 Reglement in der DTM eingeführt wurde und Mercedes-Benz erst im Januar 1993 entschied den W201 dem neuen Reglement anzupassen, modifizierte Mercedes-Benz die Karosserie und die Technik des 190E Evo II weiter. Zuerst wurden 4 Fahrzeuge der 1992er Evo2 Generation auf eine sogenannte Klasse-1B Zwischenversion umgerüstet, bevor diese nach und nach durch vollwertige Klasse-1 Fahrzeuge im Laufe der Saison ersetzt wurden. Äußerlich fallen die Änderungen gegenüber dem bisherigen Evo2 vor allem durch eine neue Frontschürze, neue und höher in der Karosserie aufgesetzte Radlaufabdeckungen und einen neuen Heckflügel auf. Der Motor basierte auf dem Vorgänger und leistete 2 PS mehr.
Der Motor bekam für den Einsatz im Klasse-1 190 eine Trockensumpfschmierung die durch die Absaugung des Motoröls einen Unterdruck im Kurbelgehäuse erzeugt, wodurch sich die Verlustleistung durch Turbulenzen/Verwirbelungen und Panschverlusten des Kurbeltriebs reduziert was in der leichten Leistungssteigerung um 2 PS neben noch höherer Quer- und Längsbeschleunigungsstabilität des Motors resultiert. Des Weiteren sitzt der Motor im Vergleich zum Vorgänger weiter hinten im Chassis was in einer verbesserten Gewichtsverteilung zwischen Vorder- und Hinterachse resultiert.
Im Bereich der Hinterachse gab es bei diesem Modell weitreichende Änderungen im Vergleich zum Vorgänger, die noch im Ansatz auf der Grossserienversion basierte. Bei der Klasse-1 Version des W201, ist die Hinterachsaufnahme komplett in die Konstruktion der Sicherheitszelle integriert und zudem höher in die Karosserie eingesetzt, wodurch das Fahrzeugniveau, speziell hinten, nochmals deutlich reduziert werden konnte. Die neue Konstruktion der Hinterachse verbessert die Anlenk- und Drehpunkte der Querlenker gegenüber dem Vorgänger, wo die Kinematik durch zunehmende Tieferlegung über die Jahre an ihre Grenzen gekommen war.
Mitte der Saison 1993, wurde das Fahrzeug, das von Bernd Schneider gefahren wurde, als erstes in der DTM überhaupt, mit einem aktiven Fahrwerk Active-Body-Control kurz ABC - ausgerüstet. Dieses Fahrzeug diente als Testlabor für den Einzug des aktiven Fahrwerks ein Jahr später und folgenden on der Klasse-1 Version der W202 C-Klassen.
Zur Verfügung standen anfangs nur vier fertige Wagen der Version 1B, sodass einige der Werksfahrer zunächst auf das Evo-II-Modell ausweichen mussten. Die Mercedes-Privatiers und Nachwuchsfahrer mussten ebenfalls bis 1994 warten, bis sie die Gebrauchtmodelle aus dem Jahr 1993 erhielten. Den ersten Sieg erzielte Bernd Schneider beim zweiten Saisonwochenende in Hockenheim. Insgesamt gewann Mercedes sieben Rennen mit diesem Modell.